# David Horovitz
David Horovitz (hebrejsky דוד הורוביץ, narozen 12. srpna 1962) je izraelský novinář, bývalý šéfredaktor deníku The Jerusalem Post, od roku 2012 vydavatel a šéfredaktor internetového portálu The Times of Israel.

## Biografie
Pochází z rodu Horowitzů, který svůj původ odvozuje od českého města Hořovice. Část jeho předků pochází z Frankfurtu, kde jeho pradědeček Márkus Horovitz založil roku 1882 tamní Börneplatzsynagoge. David Horovitz se narodil ve Velké Británii a žil v Londýně. V roce 1983 imigroval do Izraele. Sloužil v izraelské armádě. Je ženatý, má tři děti.
Vystudoval Hebrejskou univerzitu. Dlouhodobě působí v izraelských médiích. Byl vydavatelem a editorem časopisu The Jerusalem Report. Po téměř sedm let zastával funkci šéfredaktora deníku The Jerusalem Post. Z této funkce odešel v červenci 2011. Přispívá do četných zahraničních periodik v anglicky mluvících zemích. Napsal i dvě knihy: Still Life with Bombers: Israel in the Age of Terrorism (2004) a A Little Too Close to God: The Thrills and Panic of a Life in Israel. V roce 1996 byl spoluautorem knihy Shalom, Friend o zavražděném premiérovi Jicchaku Rabinovi. 14. února 2012 byl spuštěn internetový zpravodajský portál The Times of Israel, jehož je Horovitz zakladatelem a šéfredaktorem.
V prosinci 2013 navštívil Českou republiku.